# Dubnîkî, Novohrad-Volînskîi
Dubnîkî (în ucraineană Дубники) este un sat în comuna Klenova din raionul Novohrad-Volînskîi, regiunea Jîtomîr, Ucraina.

## Demografie
Componența lingvistică a localității Dubnîkî
     Ucraineană (98,56%)
     Rusă (1,15%)
     Alte limbi (0,29%)
Conform recensământului din 2001, majoritatea populației localității Dubnîkî era vorbitoare de ucraineană (98,56%), existând în minoritate și vorbitori de rusă (1,15%).